# Комаров, Фёдор Иванович
Фёдор Ива́нович Комаро́в (26 августа 1920, Смоленск — 25 января 2020, Москва) — советский и российский военный врач, генерал-полковник медицинской службы (27.10.1977), участник Великой Отечественной войны. Действительный член Академии медицинских наук СССР (1978), Российской академии наук (2013), Герой Социалистического Труда (1980). Лауреат Государственной премии СССР.

## Биография
В 1939 году поступил на учёбу в Московский инженерно-строительный институт, но не окончил его, так как в июне 1941 года был призван на службу в РККА и направлен на фронт Великой Отечественной войны. 17 июля 1941 года младший лейтенант Комаров был тяжело ранен под Киевом и в декабре того же года был уволен в запас. Вернулся в Москву, учился в Московском авиационном институте, но в 1942 году повторно был призван в армию. В 1947 году окончил Военно-морскую медицинскую академию и остался в ней адъюнктом при кафедре госпитальной терапии. Защитил кандидатскую диссертацию «Ночная желудочная и гепато-панкреатино-желудочная секреция у человека» (1950), после чего преподавал в академии, прошёл путь от ассистента до заместителя начальника кафедры. После расформирования в 1956 году Военно-морской медицинской академии был назначен начальником кафедры терапии Военно-медицинской академии им. С. М. Кирова в Ленинграде. В 1963 году защитил докторскую диссертацию «Функциональное состояние пищеварительного аппарата у человека в ночное время».
С 1967 года был начальником кафедры терапии усовершенствования врачей № 2 Военно-медицинской академии, с 1972 года — главным терапевтом Министерства обороны СССР и одновременно заведующим кафедрой госпитальной терапии 1-го Московского медицинского института. В 1977—1989 годах занимал должность начальника Центрального военно-медицинского управления Министерства обороны СССР. На этой должности часто бывал в командировках, в том числе в Афганистане, Чернобыле, зоне землетрясения в Армении 1988 года. Одновременно занимался деятельностью в Министерстве здравоохранения СССР, с 1988 года руководил этической комиссией, а с 2000 года — комитетом по этике клинических исследований лекарственных средств. С июня 1990 года вице-президент АМН СССР/РАМН, с 1995 года — советник Президиума в ней же. Проживал в Москве.
Умер 25 января 2020 года, похоронен на Троекуровском кладбище Москвы., рядом с женой на участке №19.

## Научная деятельность
Активно занимался проблемами гастроэнтерологии, кардиологии, пульмонологии, военной медицины. В частности, сформулировал принципы рационального питания больных и здоровых людей. Большое внимание уделял биохимическим исследованиям и проблемам внутренней медицины.
Является автором более 400 научных работ, в том числе 30 монографий. Под его руководством были защищены 26 докторских и 60 кандидатских диссертаций. Многие его ученики в настоящее время занимают высокие должности в военной и гражданской медицине.

## Наиболее известные работы
- «Суточный ритм физиологических функций у здорового и больного человека» (1966).
- «Секреторная деятельность пищеварительных желез у человека во время сна» (1953).
- «Справочник терапевта» (1979).
- «Внутренние болезни: учебник для студентов медицинских институтов» (1981).
- «Хронобиология и хрономедицина» (2000).
- «Диагностика и лечение внутренних болезней» (1991—1992).
- «Краткое руководство по гастроэнтерологии» (2001).
- «Дифференциальная диагностика и лечение внутренних болезней» (в 4 томах, 2003)[2].
- «Совершенствование военно-санитарной службы в годы Великой Отечественной войны». // Военно-исторический журнал. — 1988. — № 8. — С.42-50.

## Звания и награды
- Указом Президиума Верховного Совета СССР от 25 августа 1980 года удостоен звания Героя Социалистического Труда с вручением ордена Ленина и медали «Серп и Молот».
- Также награждён двумя орденами Ленина, орденом Октябрьской Революции, двумя орденами Отечественной войны 1-й степени, орденами Трудового Красного Знамени, Красной Звезды, «За службу Родине в Вооружённых Силах СССР» 3-й степени, российским орденом «За заслуги перед Отечеством» 3-й степени, рядом медалей, орденами и медалями иностранных государств, в том числе орденом Красного Знамени Республики Афганистан.
- Академик АМН СССР (1978) (позже — РАМН и РАН)
- Доктор медицинских наук (1963).
- Профессор (1964).
- Почётное звание «Заслуженный деятель науки Российской Федерации» (2000) — за заслуги в научной деятельности[3].
- Лауреат Государственной премии СССР (1980), премий имени М. П. Кончаловского (1979), С. П. Боткина (1985) и Н. И. Лепорского (1993).
- Почётный гражданин города Смоленска.
- Действительный член ряда академий, в том числе: Российской академии естественных наук, Международной академии творчества, Международной академии наук, Академии наук Германии.
- Почётный доктор Военно-медицинской академии имени С. М. Кирова, Грайфсвальдского университета, Военно-медицинской академии Польши, Высшего военно-медицинского института Болгарии.
- Международным биографическим центром в Кембридже Комаров удостоен в 1993 году звания «Человек XX столетия» и награждён серебряной медалью[2].